# پلی یورتان صد در صد جامد
پلی یورتان صد در صد جامد پلی یورتان یک پلاستیک ترموست، با خواص متنوع است که برای اولین بار توسط شرکت بایر آلمان در اواخر سال 1930 جهت مصارف نظامی تولید گردید. این پلیمر از واکنش یک ایزوسیانات و یک پلی ال منتج می‌شود. امروزه پلی یورتان‌های مختلف جهت مصارف گوناگون تولید می‌شوند که با توجه به نوع و شکل آن در مصارفی چون ساخت تشک و کوسن، عایق کاری فریزر و سقف، ساخت کفی کفش، ساخت داشبورد و گلگیر و تایر، پوشش پل‌ها و کف مخازن، آب‌بندی و درزبندی درزهای انبساط و . . . به وفور استفاده می‌گردند. اصطلاح 100%  جامد بدین معنی است که در سیستم پوشش هیچگونه حلالی به کار نرفته‌است و رزینی که به صورت طبیعی به حالت مایع است، پس از اعمال و کیورینگ به صورت فیلم خشک در می‌آید. لذا ضخامت فیلم تر و فیلم خشک پوشش یکسان خواهد بود.
ویسکوزیته سیستم پوششی با انتخاب نوع رزین‌ها و نه با افزودن حلال تنظیم می‌شود. لازم به ذکر است گاهی سیستم‌های حاوی مقدار ناچیز حلال ( حدود 5 درصد) که به عنوان حامل پیگمنت و کاتالیست محسوب می‌شود نیز جز سیستم‌های 100% جامد طبقه‌بندی می‌گردند. مواد اولیه موجود در این سیستم‌ها دقیقا مانند سیستم‌های پلی یورتان دو جزئی دارای حلال است با این تفاوت که در این سیستم‌ها حلال حذف می‌شود. همچنین ویسکوزیته اجزای مایع آن‌ها پایین است. در این پوششها می‌توان برای افزایش بهره اقتصادی و همچنین رسیدن به ضخامت بالا و بهبود پایداری مکانیکی از مقادیری پرکننده استفاده کرد.
مکانیسم خشک شدن این پوششها مشابه نوع حلالی آنهاست ،با این تفاوت که در این پوشش‌ها پرش حلال وجود ندارد. سرعت واکنش بین پلی ال و ایزوسیانات بعد از مخلوط کردن اجزا تحت تأثیر واکنش پذیری گروه‌های فعال و دما است.واکنش پذیری نسبتا زیاد موجب می‌شود که در دماهای پایین کیورینگ سریع صورت گیرد . از طرف دیگر اعمال این پوشش‌ها به تکنولوژی خاصی نیاز دارد، زیرا به علت ویسکوزیته بالا و فرصت کاربری کوتاه، معمولاً 6-4 روز به طول می انجامد. میزان چروک شدن آن‌ها ناچیز استو چسبندگی آن‌ها به بسیاری از زیرآیندها مناسب است. سیستم‌های پلی یورتانی بدون حلال چقرمگی بالایی دارند و در عین داشتن سختی بالا، رفتار الاستیک از خود نشان می‌دهند. همچنین این پوششها مقاوت بسیار بالایی در مقابل محلول‌های نمکی، اسیدی و قلیایی ضعیف دارند، اما در برابر حلالهای خورنده و محلول‌های غلیظ قلیایی مقاومت ضعیفتری نسبت به اپوکسیها نشان می‌دهند. این پوششها به عنوان یکی از جدیدترین و مقاومترین پوششهای ضد خوردگی جهت سطوح فولادی مطرح هستند. از این پوششها برای محافظت خطوط لوله، سکوهای دریایی، بدنه کشتی‌ها و همچنین سطوح بتنی استفاده می‌شود.
پلی یورتان‌های 100% جامد بر اساس نوع ایزوسیانات مصرفی به انواع آروماتیک و آلیفاتیک تقسیم می‌شوند.
خواص پلی یورتان 100% جامدمی تواند از نرم لاستیکی و الاستومری، تا سخت و سرامیکی متغیر باشد. هر چه سیستم سخت تر باشد شبکه‌ای تر بوده و سیستم متراکم با مقاومت شیمیایی و رطوبتی بهتری را عرضه می نماید. در اینگونه سیستم‌ها چسبندگی که مهم‌ترین عامل در حفاظت در برابر خوردگی است، بسیار مطلوب است.از سوی دیگر الاستومرها ساختار خطی تری داشته و میزان شبکه‌ای شدن در آن‌ها به مراتب کمتر است، که همین موضوع آن‌ها را الاستیک و کشسان می نماید. در این سیستم‌ها مقاومت در برابر ضربه بسیار خوب بوده، انعطاف‌پذیری بالا و چسبندگی نسبتا ضعیفتر است. نفوذپذیری آب و مواد شیمیایی به آن‌ها بیشتر می‌باشد و کلا جهت محافظت سطوح متمایل به حرکت و خمش(مانند بتن) یا سطوح در معرض ضربات و بارگذاری سنگین ایده آل هستند.
مقاومت خوردگی و شیمیایی الاستومرها با افزایش ضخامت اعمال ( بالای یک و نیم میلیمتر)بهبود می یابد.از سال‌های نخستی که پلی یورتانها به بازار خط لوله معرفی شدند، اکثر مهندسین و متخصصین قابلیت پلی یورتانها را در ظهور به عنوان پوشش مناسب درز جوشها و همچنین پوشش خط لوله تشخیص دادند. از آنجائیکه امروزه انواع پوششهای پلی یورتان با ساختار و خواص مختلف در دسترس هستند، تنها پلی یورتان دو جزئی مایع 100% جامد(با حالت فیزیکی مایع) مطابق با استانداردهای ASTM D16 Type v بر پایه ایزوسیانات و پلی ال جهت پوشش خط لوله تعریف می‌شود.
دلایل بسیاری چون کاربری عالی، ایمنی بالا، سازگاری با محیط زیست، فاقد حلال و VOC و سایر مواد سرطانزا، سریع خشک، قابلیت خشک شدن در دمای پایین، بدون نیاز به حرارت دهی و پیش گرم نمودن ضمن پروسه اعمال، قابلیت اعمال با هر ضخامتی و بر لوله‌های با قطر و طول متفاوت، امکان استفاده در سرجوشها و اتصالات و . . . در جلب توجه صنعت خط لوله نسبت به پلی یورتان‌های 100% جامد وجود دارد.
در دو دهه گذشته، استفاده از پوششهای پلی یورتان 100% جامد جهت محافظت از هر سه نوع لوله فلزی، چدنی و بتنی در برابر خوردگی توسعه یافته‌است. این پوششها جهت مصارف داخلی و خارجی قابل استفاده هستند و به عنوان یکی از انتخاب‌های ارجح در صنعت پوشش لوله آمریکا پذیرفته شده‌اند.پیش‌بینی می‌شود در چند سال آینده کلیه سیستم‌های نوار پیچی به سمت پوششهای پلی یورتان 100% جامد شیفت نمایند.